# Josef Dostál (generál)
Josef Dostál (6. května 1891 Tučín – 13. dubna 1945 Lipsko) byl československý generál – odbojář, popravený nacisty.

## Život
Josef Dostál se narodil v Tučíně 6. května 1891 v rolnické rodině, otec Jan Dostál z Tučína, matka Františka rozená Vykoukalová z Želátovic.
Mládí a primární studia absolvoval v Přerově, vojákem byl od roku 1913 a v průběhu první světové války se dostal až do československých legií v Rusku, kde dosáhl hodnosti kapitána jezdectva. Po návratu do Československa zůstal v armádě a postupoval ve funkcích, od roku 1936 v hodnosti brigádního generála, od listopadu 1936 až do počátku okupace nacistickým Německem v březnu 1939 byl ve funkci přednosty I/2 oddělení Ministerstva obrany v Praze. Po opuštění vojenské služby a funkce na MNO v březnu 1939 obnovil své kontakty v Klatovech, kde působil mezi lety 1930 a 1936 jako velitel 4. jezdeckého pluku. Účastnil se protinacistického odboje, zatčen gestapem 29.4.1943, v Drážďanech 27.9.1944 odsouzen za velezradu k trestu smrti, v Lipsku 13. 4. 1945 popraven zastřelením v kasárnách Gholis, pohřben v Lipsku na hřbitově Ostfriedhof (památník – oddíl X, 5. skupina, 4. řada, 3. hrob). Kenotaf je také v rodinné hrobce Cigánků, rodiny jeho manželky Milady roz. Cigánkové, na hřbitově v Brodku u Přerova. Pamětní deska je na rodném domě v Tučíně č. 19.

## Účast v protinacistickém odboji
Na Klatovsku se protinacistický odboj začal organizovat již po podpisu Mnichovské dohody. Tvořily jej zejména organizace „Jindra“ a Petiční výbor Věrni zůstaneme, nicméně konkrétní podobu odboj zde získal v organizaci Obrana národa, založené důstojníky 35. pěšího pluku v Klatovech a propojené s ústřední vojenskou organizací v Praze. Z vojenských skladů zabezpečujících logistiku hraničních pevnůstek byly odebírány zbraně a další výstroj a ukrývány k dalšímu použití. Převládalo přesvědčení, že po okupaci Sudet se zorganizuje revoluce, což bylo v podstatě naivní podcenění hitlerovské mašinérie, která se opírala o víceleté zkušenosti, například ve Španělské občanské válce 1936–39, obsazení západního Porýní a Sárska. Nacisté vytvořili represivní systém justice, jednotek SS, policejních služeben gestapa a koncentračních táborů. Bezprostředně po okupaci Československa 15. března 1939 se tyto instituce přesouvaly do protektorátu Čechy a Morava a ihned zahájily svoji činnost represemi proti osobám většinou vytipovaným již před rokem 1939.

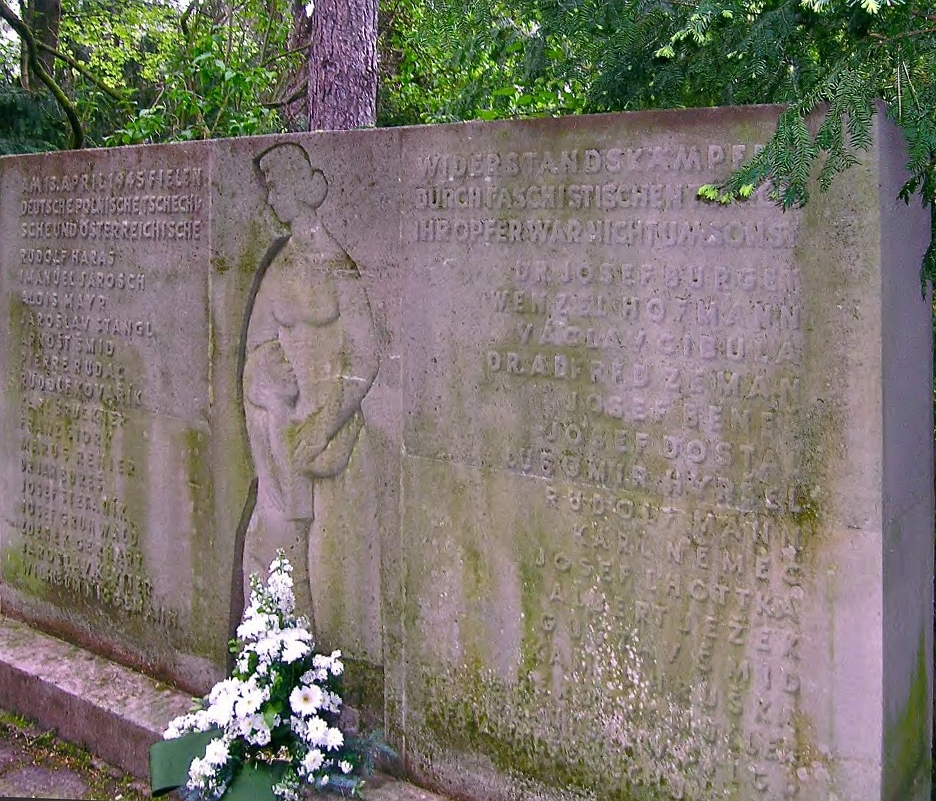
Lipsko, hřbitov Ostfriedhof – památník obětí poprav 13. 4. 1945

Gen. Dostál v Klatovech již v roce 1939 pomáhal organizovat odboj prostřednictvím ilegálně působící Čs. obce legionářské. Na Klatovsku bylo do této činnosti zapojeno asi 40 osob. Nicméně v květnu 1940 byla odbojová skupina gestapem odhalena a nastalo rozsáhlé zatýkání. Specifikou Klatovska byla nová (protektorátní) hranice s Německou říší, vzdálená od Klatov asi 11 km a od Janovic nad Úhlavou asi 1,5 km.

## Represe nacistické moci
Formování domácího odboje v Čechách a na Moravě od konce roku 1939 bylo sledováno německými bezpečnostními složkami – Sicherheitspolizei. Ta počátkem roku 1940 shromáždila poznatky o organizačních strukturách domácího odboje a systematicky identifikovaly aktivně zapojené osoby. Byla o tom zpracována ucelená zpráva „Podíl české inteligence na odbojovém hnutí v protektorátu“ a adresována SS Gruppenführerovi K.H.Frankovi. V textu se konstatuje, že se zakládají ilegální výbory s řídícími osobami z řad české inteligence. Zásahem bezpečnostní policie (Staatpolizeileitstelle) se sídlem v Praze byly zatčeny a dosud zadržovány inkriminované osoby, kdy z celkem 69 osob bylo 5 vysokoškolských učitelů, 4 státní zástupci, 2 ministři, 5 vyšších ministerských úředníků, 2 soudci, 4 zástupci různých firem, lékař, inženýr a architekt. Dále se ve zprávě sděluje, že se zformovaly skupiny z osob bývalého generálního štábu armády, důstojnického sboru a penzionovaných důstojníků. Tito jsou označeni za zvláště nebezpečné přípravou sabotážních akcí. Dále se podrobněji uvádí zadržení dalších 690 osob z odbojových skupin složených z osob nejrůznějších profesí. Rovněž byl zmapován nábor odbojových skupin do zahraničních armád, jmenovitě jednotek ve Francii. 
Ve zprávě se konstatuje, že je nutné využít veškeré prostředky propagandy k přesvědčení obyvatelstva Protektorátu o prospěšnosti efektivní spolupráce. Listina obsahuje i odkaz na odeslání předmětné zprávy Říšskému vedoucímu SS (H. Himlerovi) s datací 20.9.1940.
Je zřejmé, že tato zpráva a další analogické signály vyústily ve jmenování R. Heydricha zastupujícím říšským protektorem s určením pacifikovat odboj a zabezpečit fungování ekonomické základny ve prospěch válečného úsilí.

## Období teroru
V důsledku uvedeného policejního zásahu proti formujícímu se odboji v roce 1940 až do podzimu 1941, kdy nově ustanovený zastupující říšský protektor  Reinhard Heydrich 28. září 1941 vyhlásil 1. stanné právo, byl protiněmecký odpor dočasně utlumen. Nicméně v témže období se odboj na Klatovsku důsledněji zorganizoval, napojil se na již existující odbojová uskupení Československý odboj (1939–1945), zejména Obranu národa, ÚVOD, a to patrně díky kontaktům Josefa Dostála. Centrum odboje se soustřeďovalo do Klatov a blízkých Janovic nad Úhlavou, kde se jej zúčastňovali zejména místní občané, úředníci, lékaři, včetně starosty Janovic nad Úhlavou Františka Netala. 

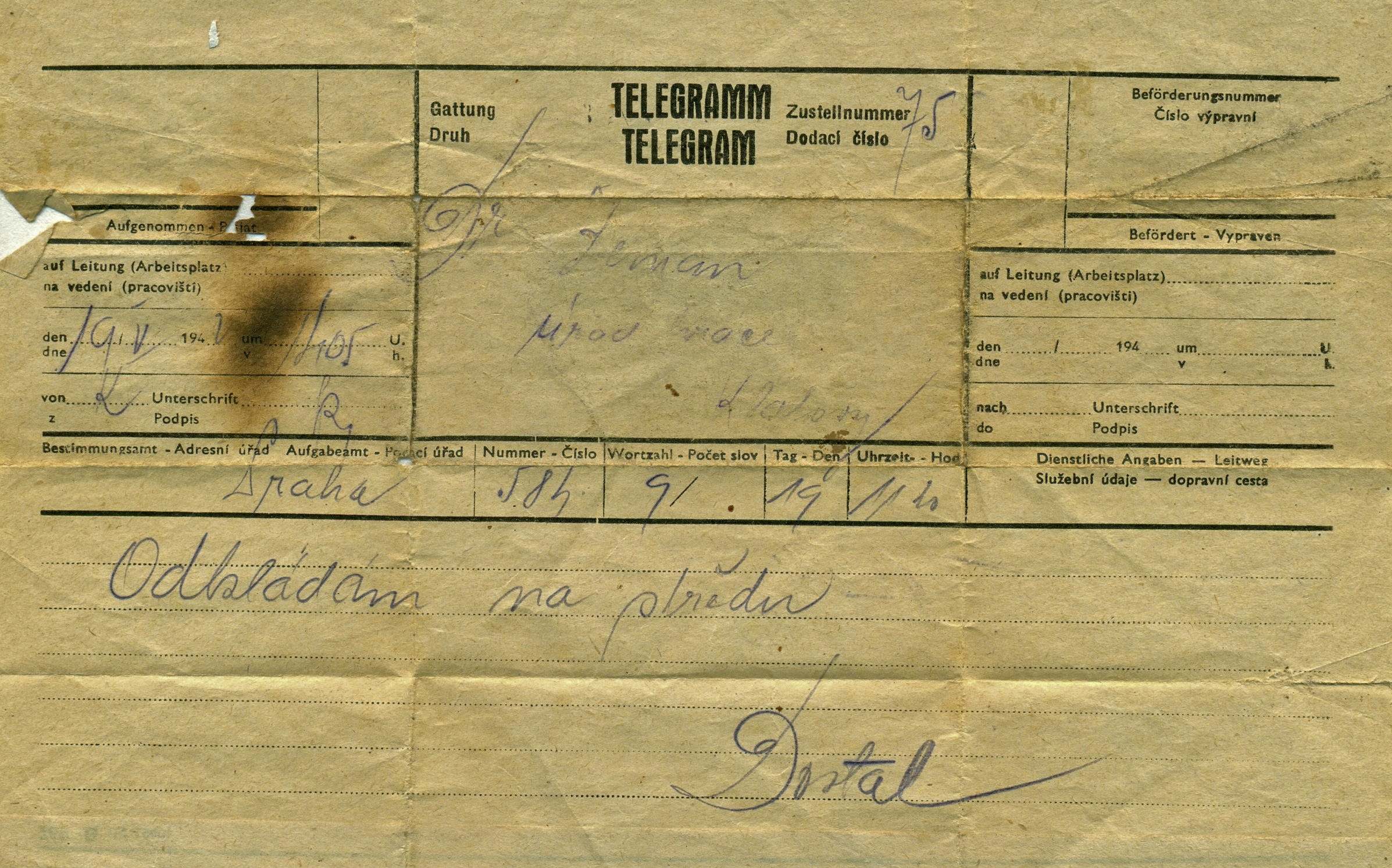
Telegram J. Dostála z 19. 5. 1942 A. Zemanovi (Úřad práce Klatovy) s textem: „Odkládám na středu, Dostál“. Následující středu byl proveden atentát na R. Heydricha

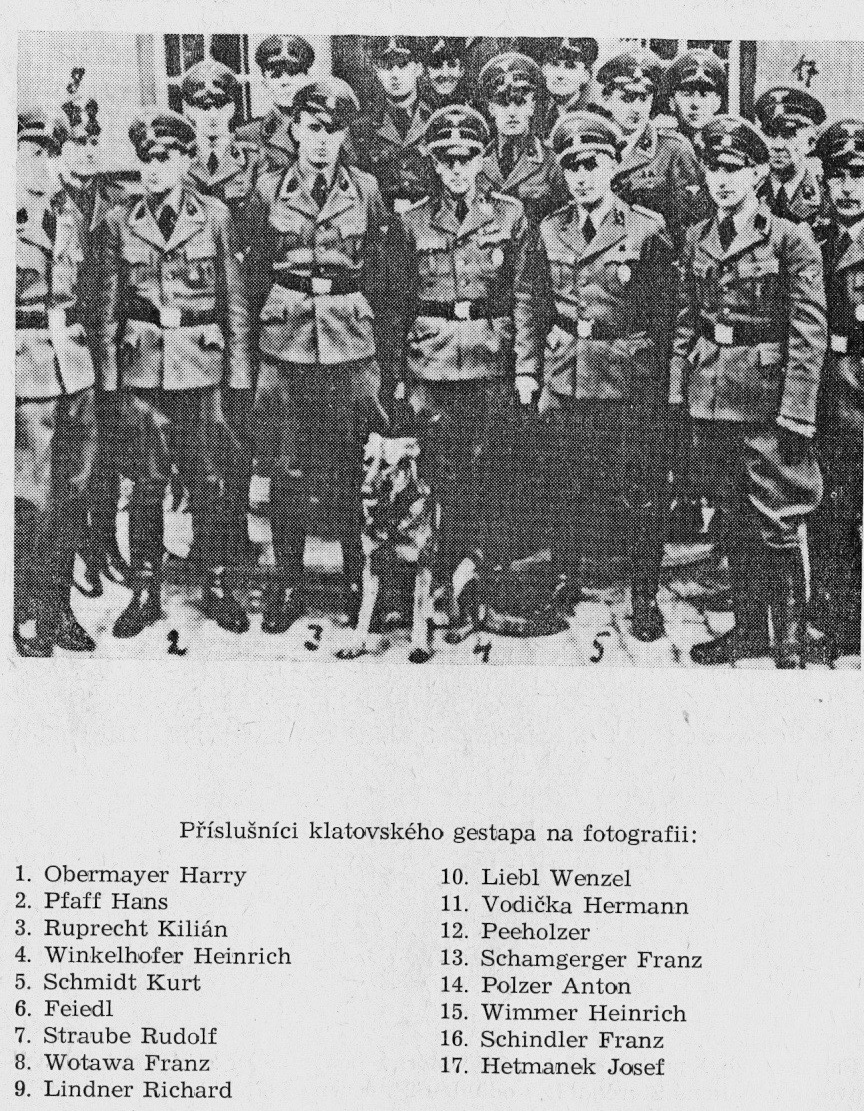
Příslušníci gestapa v Klatovech 1939–1945

 Po odvolání II. stanného práva, vyhlášeného po atentátu na Reinharda Heydricha (od 27.5 1942 do 2.7.1942), se na podzim 1942 v Klatovech ustavil Národní revoluční výbor (NRV). Předsedou byl MUDr Karel Dobrouský, chirurg a primář klatovské nemocnice, vedoucími jednotlivých skupin byli Jaroslav Stulík, Josef Dostál (vojenská skupina), stavitel Zdeněk Mašek a vedoucí Úřadu práce v Klatovech Alfred Zeman (úsek veřejné správy), vrchní strážmistr Jaroslav Vozobule (úsek bezpečnostní) a František Margold (úsek dopravy). Generál Dostál organizoval shromažďování zbraní a informace o dislokaci nacistických ozbrojených složek (Gestapo, Sicherheitdienst, Schutzpolizei, Wehrmacht a jednotky SS). Obdobné NRV byly ustaveny a působily v obcích Plánice, Janovice nad Úhlavou, Staňkov a Přeštice s ústředím v Příbrami a Plzni. Jejich činnost byla vzájemně koordinovaná. Tato struktura odbojových skupin (odhaduje se asi 80 osob) se postupně rozšiřovala, až do počátku roku 1943.
 K jejich prozrazení došlo patrně poté, co byl u spojky, zastřelené u obce Borovany, nalezen seznam členů NRV v Klatovech. 29. dubna 1943 zatklo gestapo především vedoucí skupin NRV v Klatovech, k dalšímu zatýkání došlo v červnu a červenci a na podzim 1943. Mezi jinými byl 12. 7. 1943 zatčen i bývalý ministr národní obrany František Machník (od 1935-1938), člen agrární strany, který gen.Dostála důvěrně znal. Machník však byl již od roku 1941 gestapem sledován a veškeré jeho aktivity gestapo monitorovalo.

## Rozsudky

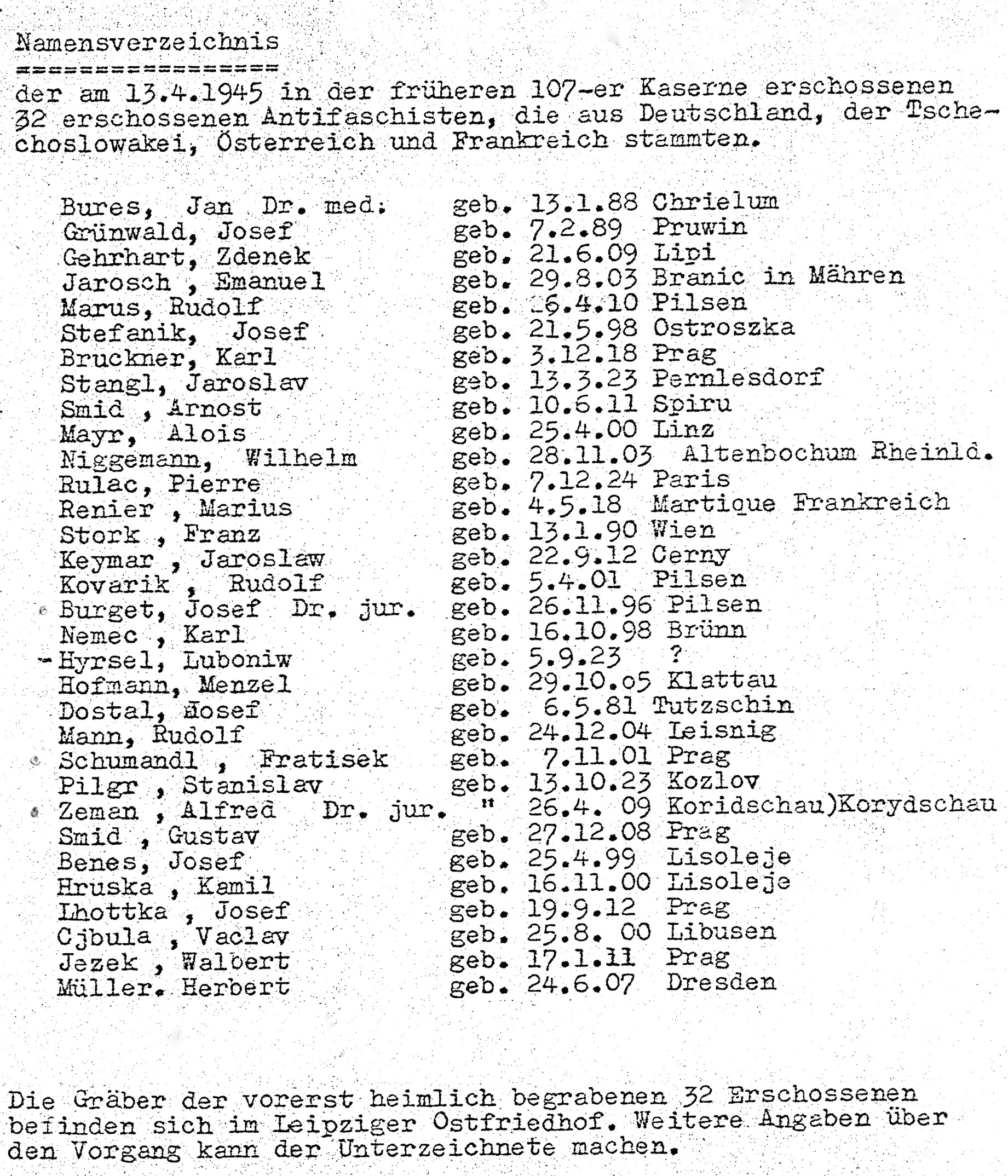
Seznam zavražděných 13. 4. 1945 v Lipsku – kasárna Gholis

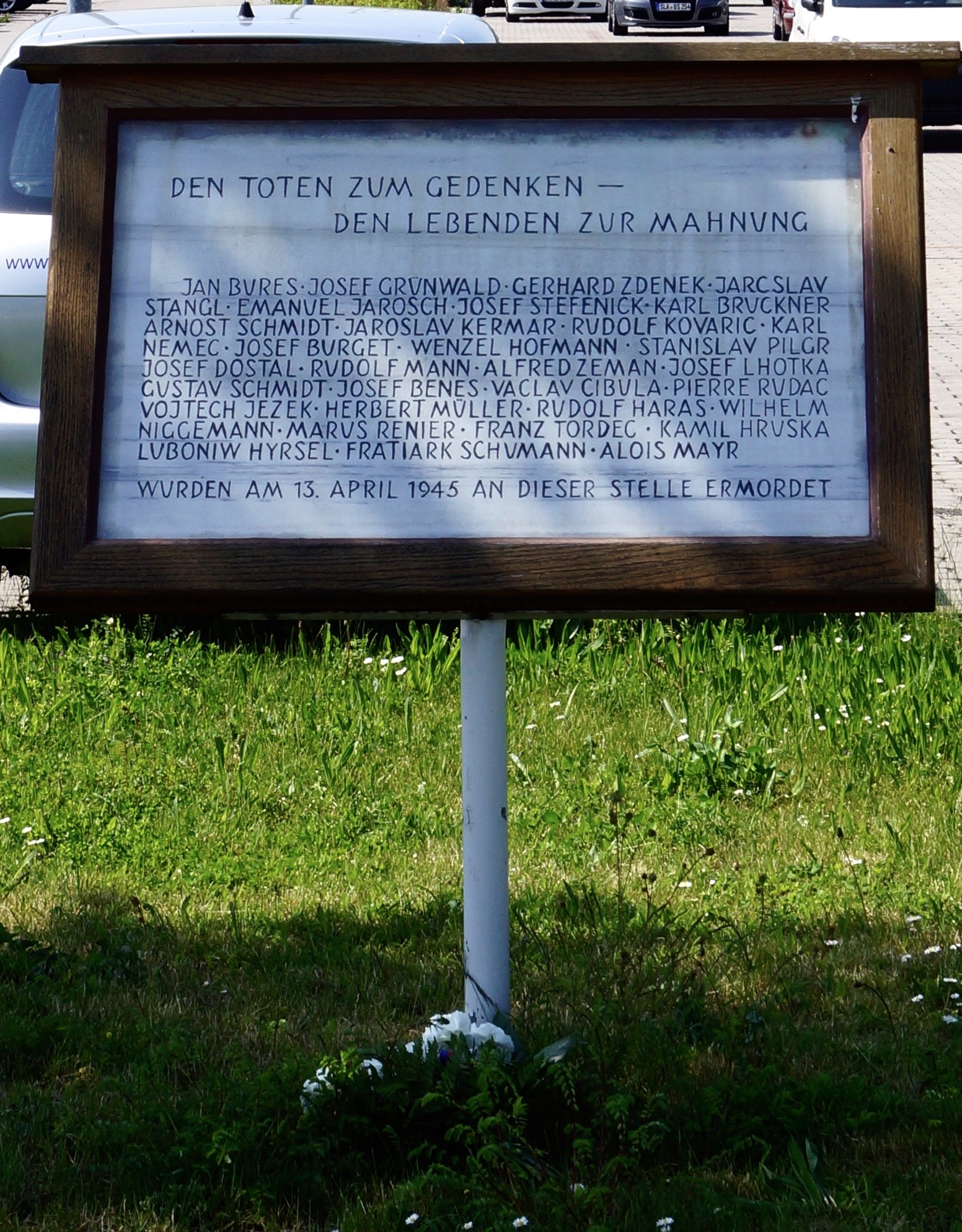
Památník zavražděných 13. 4. 1945 v kasárnách Gholis (nyní Kasárna General Olbricht)

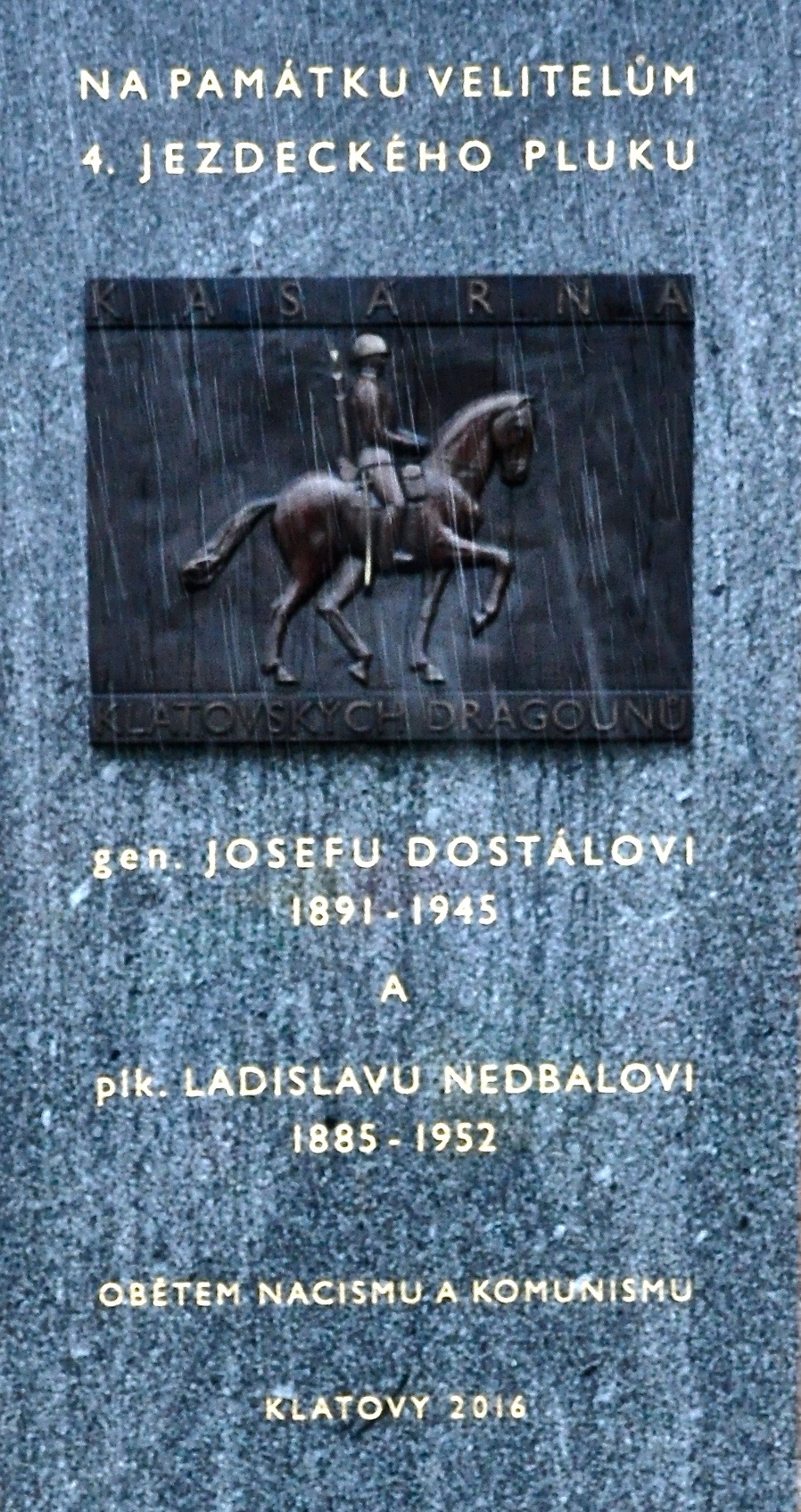
Památník 4. jezdeckého pluku, Klatovy 2016

Celkem 80 zatčených na Klatovsku bylo podrobeno krutým výslechům v místní centrále gestapa v Klatovech, kde se brutalitou vyznačoval zejména její velitel kriminální rada Heinrich Winkelkhofer (členem NSDAP od r. 1934), bývalý bavorský policejní úředník. Zde byli vyslýcháni a vězněni několik měsíců, pak byli odesíláni do káznic, koncentračních táborů a 15 z nich bylo posléze odsouzeno nacistickou justicí k smrti.
Podrobnější údaje o osudu obětí nacistického režimu povětšinou chybí, nebo již nejsou – až na výjimky – dohledatelné. Osobní svědectví těch, kteří válku přežili a podali o tom svědectví, se v čase vytrácejí. V případě tří členů Klatovského NRV se ze zachovaných dokumentů a zejména z výsledků bádání německého historika Dr. Dietera Kürschnera v archivech se podařilo zrekonstruovat jejich životní osudy až do konce války a později až do identifikace jejich hrobů. 
Soudní procesy uvedených odbojářů z Klatovska se konaly v Drážďanech v budově Zemského soudu na Münchener Platz (Mnichovské náměstí). Z vězeňské korespondence vyplývá, že trojce zatčených Josef Dostál, Alfred Zeman a František Margold sdíleli společný osud. Z věznice gestapa v Klatovech byli z Pankrácké věznice v říjnu 1943 převezeni do Malé pevnosti v Terezíně, (tam v samotkách strávili 28 dnů od 29. října do 26. listopadu), v prosinci 1943 do věznice Plötzensee v Berlíně, Charlottenburg-Nord, v březnu 1944 do věznice v Gollnowě, posléze v srpnu do vazební věznice v Drážďanech, kde také působil Volksgerichtshof (Lidový soudní dvůr). V hlavním procesu soudního senátu s předsedou vrchním soudním radou (Oberlandesrat) Illnerem 27. září 1944 byli všichni tři odsouzeni k trestu smrti. V rozsudku,  je odůvodnění, ve kterém se uvádí (v překladu) :“ … Dostál a Zeman  založili tajnou organizaci Revoluční národní výbor s nepřátelským úmyslem proti Říši připravovat revoluci směřující k obnovení Českého státu“.
 Po uplynutí jednoho měsíce byl rozsudek 20. října 1944 odeslán k rukám státního tajemníka pro Protektorát Čechy a Morava – K. H. Franka k rozhodnutí, přičemž se se mu doporučuje rozhodnutí k provedení poprav. Koncem roku 1944 se ale již protektorátní mocenské struktury hroutily pod tlakem blížící se východní fronty, hromadných odchodů německých obyvatel z Východního Pruska, přesunem vězňů z káznic a koncentračních táborů na západ. Odsouzení zůstávali v drážďanské věznici (František Margold však kruté výslechy a útrapy věznění nevydržel a ve vězení spáchal sebevraždu). Tam je zastihlo bombardování Drážďan 13.–15. února 1945 spojeneckými silami. Věznice byla rozbořena a více než 1000 v Drážďanech odsouzených vězňů bylo odesláno pochodem smrti z Drážďan do Míšně a dále vlakem do Lipska a Halle. Tam měli být odsouzení k smrti popravováni.

## Konec války
V dubnu 1945 pokračovali nacisté, zejména z jednotek SS, v běsnění.
- 10. dubna 1945 si vrchní soudní rada u Lidového soudu v Drážďanech Helmuth Otto Kutzener [22][p 2] vyžádal spisy 176 vězňů, v té době ve věznici Moltkestrasse (dnes Alfréd-Kästner-Strasse) v Lipsku a vybral z nich 32.
- 12. dubna 36. letka USAFE bombardovala Lipsko a věznice byla zásahem pobořena, ve zmatku se několika vězňům podařilo uprchnout.
- 13. dubna Kutzener uložil vojenskému veliteli Lipska plk. Hans von Poncetovi, aby vybraných 32 vězňů popravil. Ten v dopoledních hodinách sestavil popravčí četu z narychlo sehnaných vojáků Wehrmachtu.[p 3] s velitelem setníkem Hofmannem, který popravy zastřelením provedl.[17]
- 14. dubna 1945 byla těla popravených odvezena na hřbitov Ostfriedhof a pohozena do společného hrobu. Kutzener zlikvidoval kompromitující spisy.[17]
- 18. dubna 1945 jednotky generála Pattona osvobodily Lipsko,
- 21. dubna sanitární jednotka US armády odkryla hromadný hrob a těla popravených byla vložena do samostatných rakví, jejich jmenovitá identifikace ale nebyla možná,
- 27. února 1946 se teprve podařilo z policejních dat sestavit seznam 32 popravených 13. 4. 1945 v kasárnách Gholis,
- 26. dubna 1952 byla na základě žádosti rodiny, převézt ostatky MUDr. J. Bureše do ČSR, provedena exhumace ostatků všech 32 popravených 13. 4. 1945; individuální identifikace se provedla v Institutu soudní medicíny a kriminalistiky při Lipské univerzitě, protokol podepsal doc. dr. Kreffl,
- 30. dubna 1952 byl protokol o identifikaci postoupen správě hřbitovu Ostfriedhof; pozitivní jmenovitá identifikace se podařila u 11 popravených, mezi nimi i Josefa Dostála.[4]
- 2004 byla zveřejněna databáze jmenovitých hrobů na Ostfriedhof v Lipsku.[23][24][25]

Životní příběh brig.gen. Josefa Dostála a jeho souputníků se uzavřel.

## Českoslovenští generálové – oběti okupace
Z čs. generálů ve službě k roku 1938 jich bylo v období trvání Protektorátu Čechy a Morava nacisty popraveno deset, v koncentračních táborech nebo věznicích jich zahynulo osm.

## Vyznamenání
- Řád sokola, s meči 1919
- Československý válečný kříž 1914–1918, 1920
- Československá revoluční medaile, 1920
- Československá medaile Vítězství, 1921
- Pamětní Kříž na válku 1916–1919,[27] se štítkem Siberia, 1926 (Rumunsko)
- Československý válečný kříž 1939, 1945 in memoriam

## Galerie

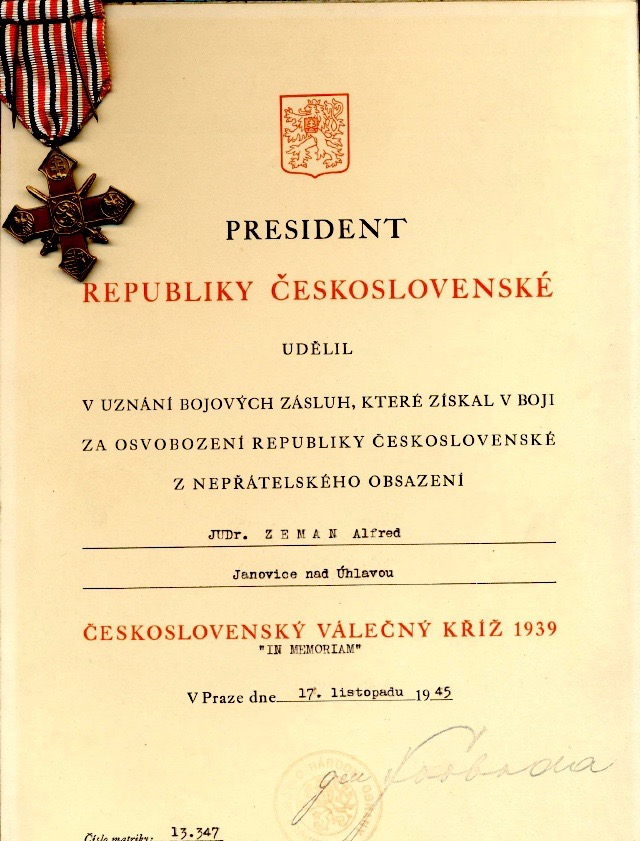
Válečný kříž 1939 udělený presidentem ČSR 17.11.1945 JUDr. Alfredu Zemanovi
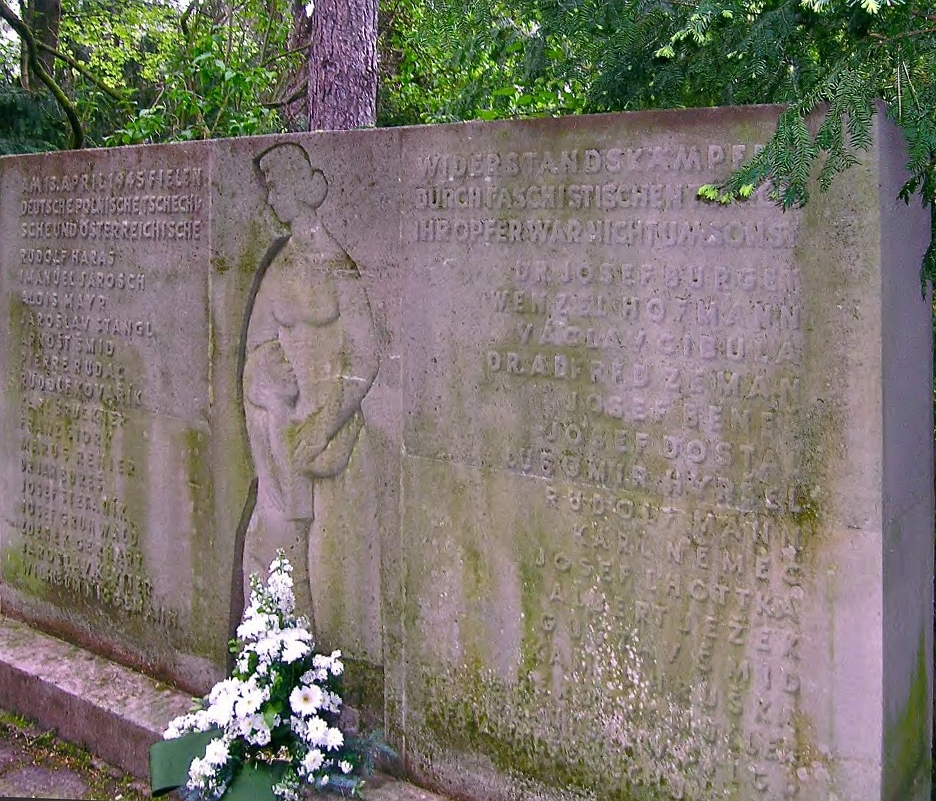
Památník popravených 13.4.1945 v Lipsku na Ostfriedhof
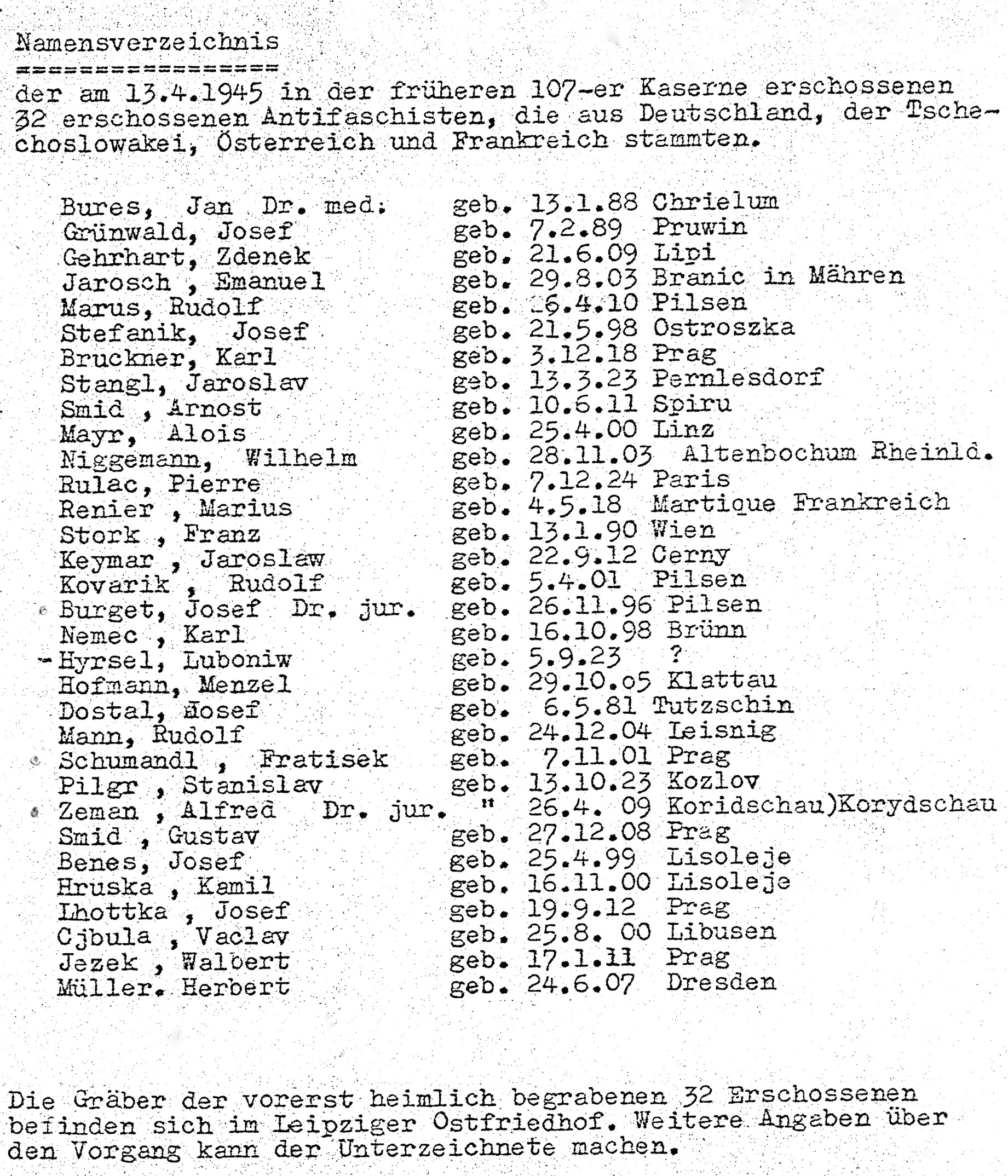
Seznam popravených 13.4.145 v kasárnách Lisko